# Teppei Uchida
Teppei Uchida (内田 哲兵 Uchida Teppei?), född 22 maj 1975 i Osaka prefektur, är en japansk före detta fotbollsspelare.
Uchida började sin karriär 2001 i Ventforet Kofu. Han avslutade karriären 2001.